# 密爱游戏
《密爱游戏》是于2020年12月10日在泰国LINE TV播出，由翁莎功·波拉玛塔功（New）、瓦妮达·特姆散纳波（Gybzy）、阿萍雅·萨库尔加伦苏（Saiparn）、查莉塔·苏安珊（Namtarn）、娜拉·帖努啪（Nara）、佳妮达·芬帕丹吉（Janis）主演的泰国情节剧。剧情主要讲述一个男人和五个女人的情感纠葛与不可告人的秘密关系。

## 演员阵容
- 翁莎功·波拉玛塔功（New）饰 Dome
- 瓦妮达·特姆散纳波（Gybzy） 饰 Dao
- 阿萍雅·萨库尔加伦苏（Saiparn） 饰 Nicha
- 查莉塔·苏安珊（Namtarn） 饰 Mimi
- 娜拉·帖努啪（Nara） 饰 Saai
- 佳妮达·芬帕丹吉（Janis） 饰 Rin
- 娜帕特·邦查昂奇派赛（Yeepun） 饰 Bambi
- 纳查彭·拉塔那蒙空（Nut） 饰 Pong
- 差瓦立·捷努南（Chao）饰 Mimi前男友